# Население Душанбе
Душанбе является крупнейшим городом Таджикистана. По переписи 2000 года 35,6% всех горожан Таджикистана проживало в столице. Современный Душанбе также образует крупную агломерацию численностью населения более 1,6 миллиона человек. До 1990 года город был также самой молодой и самой быстрорастущей столицей в Средней Азии. До середины 1970-х годов большая часть прироста обеспечивалась внешней (межреспубликанской) миграцией, затем увеличился вклад естественного прироста, а также внутриреспубликанской миграции. Распад СССР оказал значительное влияние на эти и другие демографические процессы в городе. Начиная с 1990-х годов для города вновь стало характерно превышение числа мужчин над женщинами. Его национальный состав также претерпел существенные изменения. С присоединением к столице население города составило 1 201 800 человек.

## Динамика численности
| Численность населения | Численность населения | Численность населения | Численность населения | Численность населения | Численность населения | Численность населения | Численность населения |
| 1911                  | 1926                  | 1939                  | 1959                  | 1970                  | 1979                  | 1989                  | 1991                  |
| --------------------- | --------------------- | --------------------- | --------------------- | --------------------- | --------------------- | --------------------- | --------------------- |
| 20 000                | ↘5600                 | ↗83 000               | ↗224 200              | ↗375 700              | ↗499 800              | ↗590 600              | ↘584 300              |
| 1992                  | 1993                  | 1994                  | 1995                  | 1996                  | 1997                  | 1998                  | 1999                  |
| ↗584 500              | ↘546 900              | ↘523 400              | ↘511 900              | ↘505 600              | ↘501 100              | ↗518 800              | ↗538 600              |
| 2000                  | 2001                  | 2002                  | 2003                  | 2004                  | 2005                  | 2006                  | 2007                  |
| ↗564 000              | ↗579 300              | ↗591 600              | ↗605 000              | ↗616 900              | ↗630 000              | ↗644 300              | ↗658 000              |
| 2008                  | 2009                  | 2010                  | 2011                  | 2012                  | 2013                  | 2014                  | 2015                  |
| ↗674 200              | ↗693 200              | ↗711 200              | ↗731 100              | ↗748 000              | ↗764 300              | ↗775 800              | ↗788 700              |
| 2016                  | 2017                  | 2018                  | 2019                  | 2020                  | 2021                  | 2022                  |                       |
| ↗802 700              | ↗816 200              | ↗831 400              | ↗846 400              | ↗863 400              | ↗1 185 400            | ↗1201800              |                       |

Быстрый рост населения между 1939—1989 годов отчасти объяснялся включением в его границы многочисленных близлежащих сельских населенных пунктов. Сокращение населения 1989—2000 годы в свою очередь объяснялось, тем что в этот период из города выехало 136,1 тысяч человек, что составило 23,0 % от всего населения столицы на начало 1989 года. В современное время население столицы растёт из года в год и составляет на 1 января 2022 года 1 201 800 человек.
| Число родившихся (в тыс. чел.) | Число родившихся (в тыс. чел.) | Число родившихся (в тыс. чел.) | Число родившихся (в тыс. чел.) | Число родившихся (в тыс. чел.) | Число родившихся (в тыс. чел.) | Число родившихся (в тыс. чел.) | Число родившихся (в тыс. чел.) |
| 2000                           | 2001                           | 2002                           | 2003                           | 2004                           | 2005                           | 2006                           | 2007                           |
| ------------------------------ | ------------------------------ | ------------------------------ | ------------------------------ | ------------------------------ | ------------------------------ | ------------------------------ | ------------------------------ |
| 16,2                           | ↘15,2                          | ↗15,3                          | ↗16,2                          | ↘13,0                          | ↗14,2                          | ↗15,6                          | ↗18,7                          |
| 2008                           | 2009                           | 2010                           | 2011                           | 2012                           | 2013                           | 2014                           | 2015                           |
| ↘17,6                          | ↘13,1                          | ↗17,5                          | ↗17,8                          | ↘17,3                          | ↘11,1                          | ↗13,0                          | ↗14,5                          |
| 2016                           | 2017                           | 2018                           | 2019                           | 2020                           | 2021                           |                                |                                |
| ↘14,2                          | ↗15,5                          | ↘15,4                          | ↗16,7                          | ↗18,3                          | ↗19,2                          |                                |                                |

## Этнический состав
Динамика численности и национального состава населения Душанбе по данным Всесоюзных переписей 1939 — 1989 годов и переписи населения Таджикистана 2010 года

Процентное соотношение представителей различных национальностей в Душанбе